# Championnats d'Afrique de gymnastique rythmique 2004
Les championnats d'Afrique de gymnastique rythmique 2004 se déroulent en décembre 2004 à Thiès, au Sénégal.
Les championnats comprennent des épreuves seniors et juniors. Ils sont organisés conjointement avec les Championnats d'Afrique de gymnastique artistique 2004 et les Championnats d'Afrique de trampoline 2004.

## Médaillées
| Épreuve                       | Or                | Argent         | Bronze         |
| ----------------------------- | ----------------- | -------------- | -------------- |
| Finales par équipes seniors   |                   |                |                |
| Concours général par équipes  | Afrique du Sud    | Cap-Vert       | Tunisie        |
| Finales individuelles seniors |                   |                |                |
| Concours général individuel   | Stephanie Sandler | Odette Richard | Wania Monteiro |
| Cerceau                       | Wania Monteiro    |                |                |
| Ballon                        | Odette Richard    |                |                |
| Massues                       | Odette Richard    |                |                |
| Ruban                         | Odette Richard    |                |                |
| Finales par équipes juniors   |                   |                |                |
| Concours général par équipes  | Afrique du Sud    | Cap-Vert       | Tunisie        |
| Finales individuelles juniors |                   |                |                |
| Concours général individuel   | Sibongile Mjekula | Ntaté Rangaka  | Amor Kruger    |
| Corde                         | Sibongile Mjekula |                |                |
| Ballon                        | Sibongile Mjekula |                |                |
| Massues                       | Sibongile Mjekula |                |                |
| Ruban                         | Sibongile Mjekula |                |                |
| Finales par groupes juniors   |                   |                |                |
| Par équipes                   | Afrique du Sud    | Cap-Vert       | Tunisie        |